# Blick Bassy
Blick Bassy est un chanteur, auteur-compositeur, producteur, guitariste et percussionniste camerounais, né en 1974 à Yaoundé au Cameroun. 
Membre du groupe Macase qu'il fonde en 1996, il commence sa carrière solo en 2006 et produit cinq albums dont le dernier, intitulé Mádibá, est sorti en 2023. Il est lauréat de plusieurs prix prestigieux dont le Grand prix SACEM des Musiques du Monde en 2019.

## Biographie

### Enfance
Originaire de l'ethnie Bassa, Blick Bassy est issu d’une famille nombreuse. À l'âge de dix ans, il est envoyé auprès de ses grands-parents à Mintaba. Pendant les deux années passées dans ce village, Blick Bassy se familiarise avec les coutumes, les musiques et la culture traditionnelles de même que les activités agricoles, la chasse et la pêche. Son séjour au village est rythmé par l'art musical et il y découvre l'Assiko, le Bolobo ou le Mbaye.

### Carrière musicale
L’artiste, bercé par les rythmes et musiques traditionnels, a également exploré plusieurs types musicaux. Il connaît une ascension musicale fulgurante. Au début de sa carrière, Blick Bassy crée deux groupes musicaux. À l'âge de 17 ans alors qu'il était encore lycéen, il crée le groupe, The Jazz Crew, qui a connu un succès au Cameroun. En 1996, il fonde le groupe Macase avec des amis tels Ruben Binam et entame une nouvelle expérience musicale. La musique du groupe Macase qui mêle les rythmes bantoues, au Jazz et au Soul assure la notoriété de Blick Bassy avec la sortie de deux albums: Etam en 1999 et Doulou en 2003. Le groupe Macase obtient de nombreux Prix au niveau national et international tels que le Prix RFI Musiques du Monde et le Meilleur groupe par MASA en 2001 ; le Meilleur Nouveau Groupe africain aux Kora Prix et le Prix CICIBA en 2003. 
En 2004, il produit l'album Si tu vois ma go du rappeur camerounais Koppo.

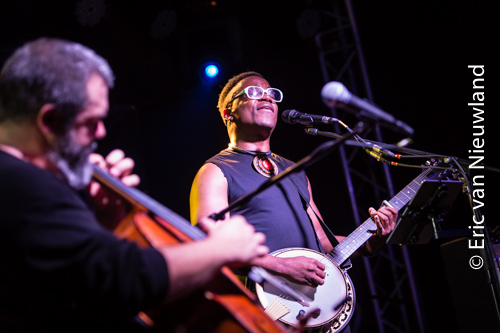
Lors du WOMEX 2015, accompagné d'Eric van Nieuwland.

En 2005, il décide de poursuivre sa carrière en solo et s’installe à Paris. En 2009, il sort son album, Léman, enregistré au studio de Salif Keita à Bamako au Mali. Chanté en français, en anglais et en Bassa, Léman retrace les voyages de l'artiste. Cet album est finaliste du Prix RFI Musiques du Monde. En mai 2011, il produit l'album  Hongo Calling, qui est le cheminement et l'hommage qu'il rend à un rythme traditionnel Bassa, le Hongo. Dans cet album, Blick Bassy lit dans un style singulier les rythmes de son terroir au Soul et au Funk et retrace par la même occasion l'itinéraire des esclaves du Cameroun vers le Brésil qui emportaient avec eux leurs musiques. en 2015, il produit son troisième album intitulé Akö , qui est salué par la critique.
En 2019, il sort un quatrième album intitulé 1958 (chez No Format/Tôt ou Tard), dans lequel il rend hommage à Ruben Um Nyobe, héros de la résistance anti-coloniale camerounaise.  Il remporte avec cet l'album le Grand Prix Musique du monde de la Sacem en novembre 2019 ,,. L'album 1958 remporte également le prix du Meilleur Album catégorie Afrique aux Songlines Music Awards 2020 , du célèbre magazine britannique Songlines. 

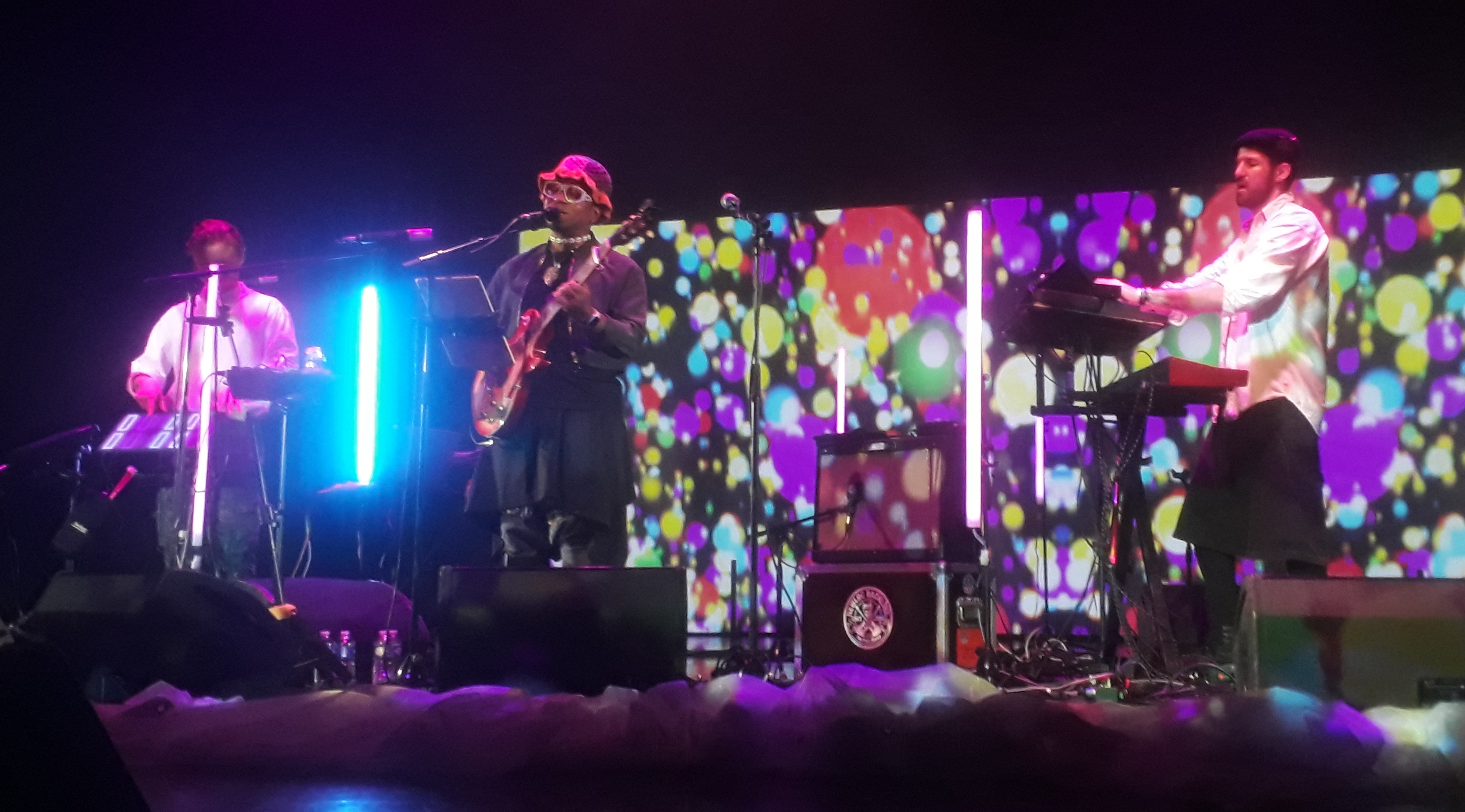
En concert en 2023 au Rocher de Palmer à Cenon, avec Romain Jovion au synthé-pad et Arno de Cazanove au synthé et à la trompette.

En février 2023, Blick Bassy est nommé, aux côtés de l'historienne Karine Ramondy, co-directeur de la Commission mémoire sur le Cameroun, voulue par Emmanuel Macron et chargée de travailler sur l'action de la France pendant la colonisation et après l'indépendance du Cameroun.  

### Carrière littéraire
En 2016, il publie un premier roman, Le Moabi Cinéma, chez Gallimard. Il remporte le Grand Prix Littéraire d'Afrique Noire.

## Discographie
- 2009 : Léman
- 2011 : Hongo Calling
- 2015 : Akö
- 2019 : 1958
- 2023 : Mádibá

## Récompenses
- Sacem 2019 : Grand Prix Musique du Monde
- Songlines Awards 2020 : Meilleur album (catégorie Afrique)